# Qufu

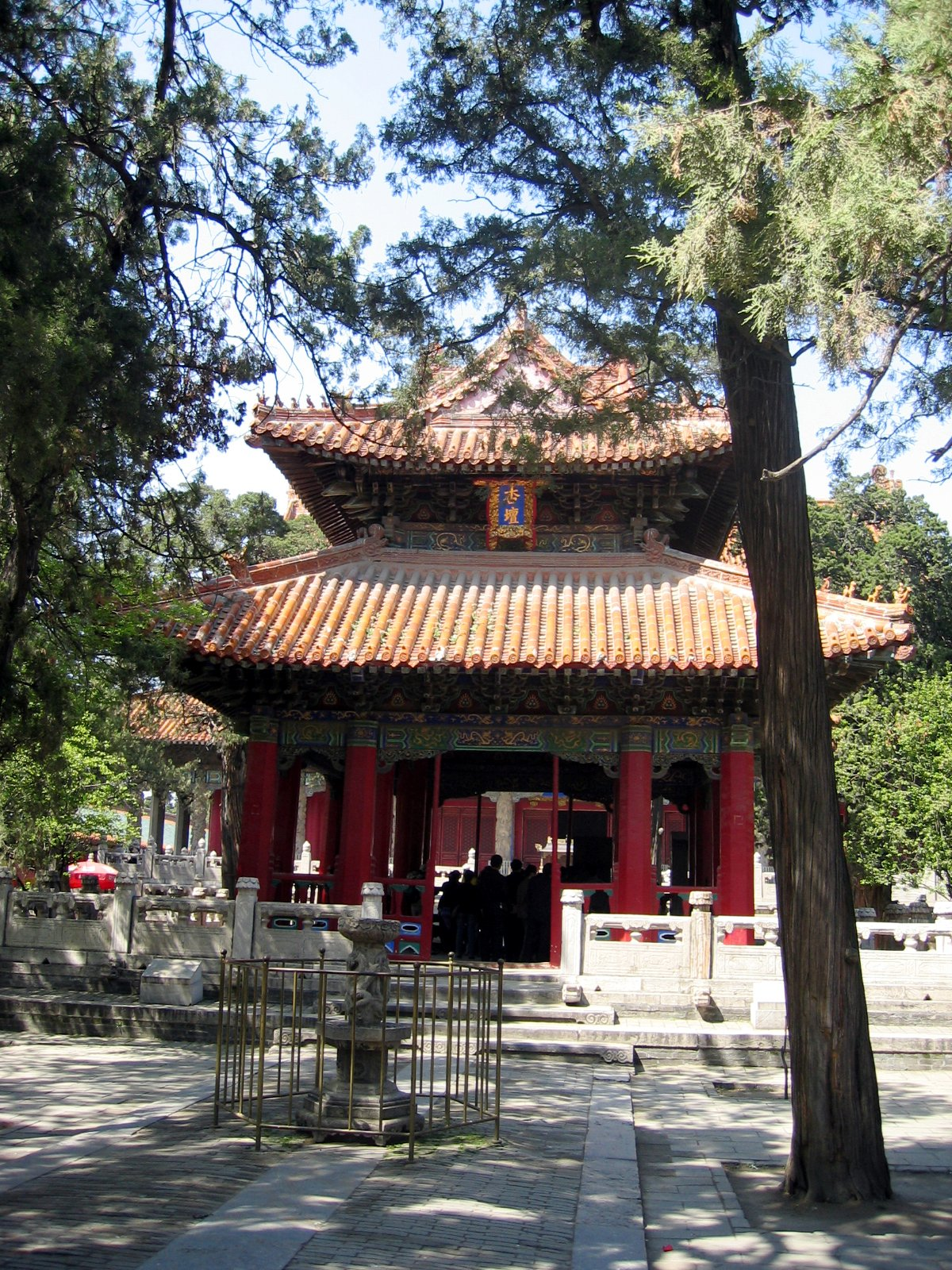
Fragment kompleksu Świątyni Konfucjusza

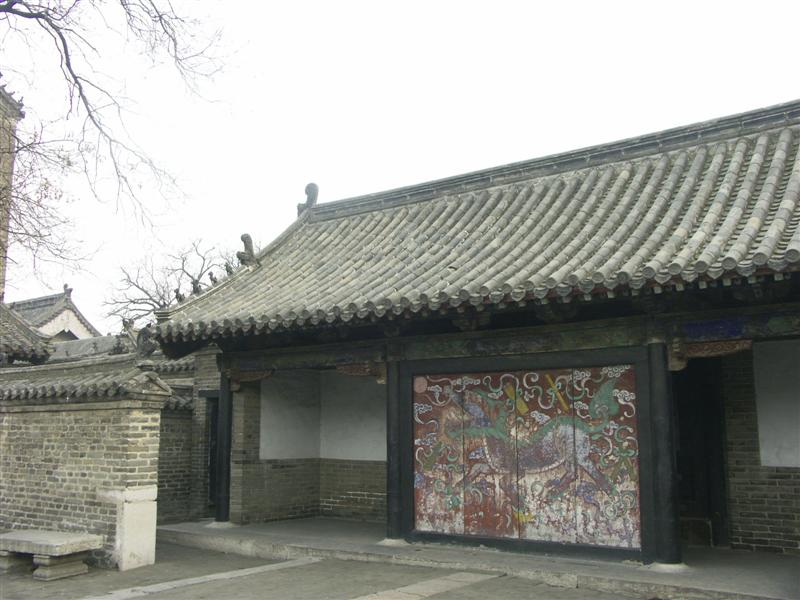
Rezydencja Rodu Kong

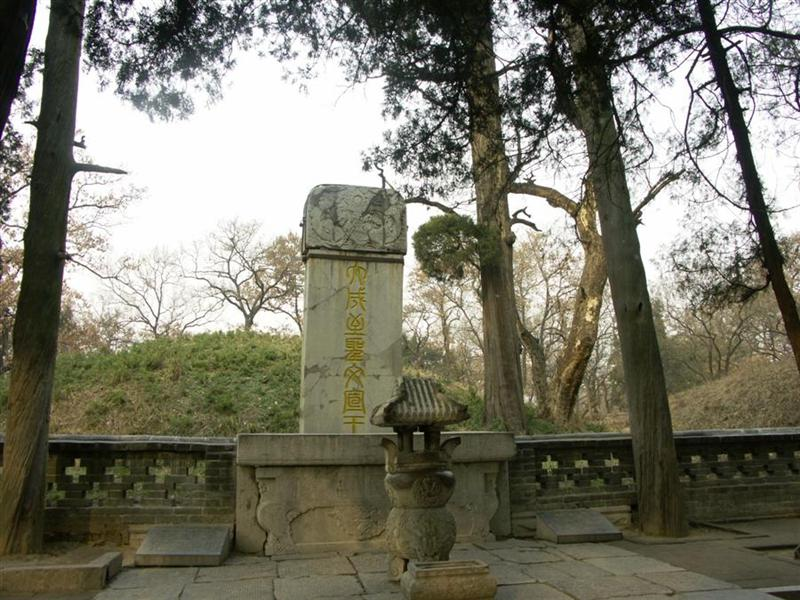
Grób Konfucjusza

Qufu (chiń. 曲阜; pinyin Qūfù) – miasto na prawach powiatu we wschodnich Chinach, w prowincji Szantung, w prefekturze miejskiej Jining. W 1999 roku liczba mieszkańców miasta wynosiła 627 832.
Miasto jest legendarnym miejscem urodzenia Konfucjusza. W Okresie Wiosen i Jesieni było stolicą państwa Lu. Zachowane tu zabytki – Świątynia i Las Konfucjusza oraz Rezydencja Rodu Kong – zostały w 1994 roku wpisane na listę światowego dziedzictwa UNESCO.

## Świątynia Konfucjusza
Świątynia Konfucjusza (Kong Miao, 孔庙) powstała pierwotnie jako skromny pawilon pamięci, jednak – głównie w czasach dynastii Ming i Qing – rozbudowano ją w kompleks rozmiarów jednej piątej centrum miasta. 
Centralną budowlą kompleksu jest tzw. Pawilon Dacheng, ostatnio przebudowany w 1724 roku. Wzniesiono go z kamienia specjalnie importowanego z gór Xishan, a rzeźbione kolumny wspierają dach pokryty szkliwionymi, żółtymi dachówkami. Dawniej odprawiano tu rytuały w dzień urodzin Konfucjusza. Wykonywano tu wówczas taniec na cześć wielkiego mędrca przy akompaniamencie bębnów i przy śpiewach w świetle pochodni. W miejscowym muzeum wystawiono instrumenty muzyczne, wykorzystawane podczas tej uroczystości.
Przy północnym krańcu świątyni stoi pawilon Shengji Dian. Znajdują się tu pochodzące z końca XVI wieku rzeźbione kamienie ze scenami z życia Konfucjusza. Są one kopiami jeszcze starszych tablic.
Na terenie kompleksu świątynnego znajduje się ponadto przeszło tysiąc stel z inskrypcjami z okresu od dynastii Han, aż po dynastię Qing.

## Rezydencja rodu Kong
Rezydencja Konfucjusza (Kong Fu, 孔府) została wzniesiona w XVI wieku i była później kilkakrotnie rozbudowywana. Składa się na nią labirynt sal i pawilonów. Jest to najbardziej okazała siedziba magnacka w Chinach, należąca niegdyś do potomków wielkiego mędrca. Z wizytą przyjeżdżali tu często nawet sami cesarze. Właśnie dzięki ochronie cesarskiego dworu przetrwały tu stare meble, ceramika i rękodzieła, z których niektóre wystawiono w gablotach.
Na wschód od głównej bramy rezydencji wznosi się, tzw. "Wieża Schronienia", gdzie członkowie rodu Kong mogli się ukrywać w czasie powstań chłopskich. W skład kompleksu wchodzą ponadto gabinety, pokoje gościnne, biblioteki, małe świątynie i apartamenty dla osób z bocznych gałęzi rodu. Rezydencja zamieszkana była aż do 1948 roku, kiedy to ostatni z żyjących tu potomków Konfucjusza Kong Decheng uciekł na Tajwan.

## Las Konfucjański
Las Konfucjański (Kong Lin, 孔林) zwany też Cmentarzem Konfucjusza, położony w odległości około 2 km na północ od rezydencji, jest największym sztucznym parkiem i najlepiej zachowanym starym cmentarzem w Chinach. Jego powierzchnia wynosi 200 ha, a otaczający go mur ma długość ok. 10 km. Pochowano tu zarówno samego Konfucjusza, jak i jego potomków (prawo do pochowania w tym miejscu przysługuje członkom rodu Kong do dzisiaj). Sam grób wielkiego mistrza jest prostym ogrodzonym kopcem porośniętym trawą, przed którym stoi stela z okresu dynastii Ming. Prowadzi do niego droga, wzdłuż której ustawiono kamienne posągi panter, gryfów i nienaturalnej wielkości strażników. Na całym obszarze parku znajdują się ponadto liczne świątynie i pawilony, a także rzeźby, zdobione tablice i kamienie nagrobne.

## Mauzoleum Shaohao
Mauzoleum Shaohao (Shaohao Ling, 少昊陵) znajduje się około 4 km na północny wschód od Qufu. Jest to grobowiec w kształcie piramidy, w którym pochowany miałby być Shaohao – jeden z pięciu legendarnych cesarzy, rządzących Chinami 4 tysiące lat temu. Grobowiec wykonany jest z kamiennych bloków, a jego wysokość wynosi 6 metrów. Na szczycie znajduje się mała świątynia. Według niektórych historyków grobowiec stoi na miejscu antycznej stolicy Shaohao, ale nie ma na to dowodów.